# Matka (powieść Pearl S. Buck)
Matka (ang. The Mother) – powieść z 1934 autorstwa Pearl S. Buck, opowiadająca o kobiecie żyjącej na chińskiej wsi. W Polsce ukazała się w 2008 w tłumaczeniu Anny Bartkowicz nakładem wydawnictwa Muza. W USA książka jest dostępna w domenie publicznej.